# Uleåborgs flygplats
Uleåborgs flygplats är en flygplats i Uleåsalo i Uleåborgs kommun i Finland. Flygplatsen är öppen 22 timmar varje dag och har fyra gater. Flygplatsen, som bland annat betjänar stadens teknologicentrum och universitet, besöktes av lite över en miljon resenärer år 2012. Uleåborg har det näst största passagerarantalet av flygplatserna i Finland.
Finnair och Blue1/SAS flyger reguljärt till Uleåborg. Man kan flyga direkt till Helsingfors, Rovaniemi och till medelhavsländerna (charter) från Uleåborg. Under tidigare år på 2000-talet har Uleåborg haft reguljära flygförbindelser med både Köpenhamn och Stockholm.
Uleåborg flygplats utvidgades år 2011, då den nya terminalen togs i bruk.

## Flygbolag & linjer

### Finland
- Finnair (Helsingfors)
- Finnair (Antalya) (säsongsbaserat)[4]

### Tyskland
- Lufthansa (München)[5]

## Statistik
Sökfråga på wikidata efter rådata.